# Carl Scarborough
Carl Scarborough, ameriški dirkač Formule 1, * 3. julij 1914, Benton, Illinois, ZDA, † 30. maj 1953, Indianapolis Motor Speedway, Indiana, ZDA.
Carl Scarborough je pokojni ameriški dirkač, ki je med leti 1951 in 1953 sodeloval na ameriški dirki Indianapolis 500, ki je med letoma 1950 in 1960 štela tudi za prvenstvo Formule 1. Najboljši rezultat je dosegel na dirki leta 1953, ko je zasedel dvanajsto mesto in kmalu po dirki umrl zaradi hude izčrpanosti.